# Karin Lennmor
Karin Kristina Lennmor Nilsson, född juni 1956 i Täby, är en svensk journalist.
Karin Lennmor växte upp i Täby. Hon utbildade sig i journalistik på Nordiska folkhögskolan i Kungälv, i informationsteknik på Göteborgs universitet 1976–1978, i filmvetenskap på Stockholms universitet  1978–1979 samt på Berghs reklamskola i Stockholm 1979–1980.
Hon var reporter på Hänt i veckan 1980–1983 och på Saxons Veckotidning 1983–1986. Hon startade tidningen Hänt Extra 1986 och var chefredaktör för den till 1992. Därefter var hon chefredaktör för Svensk Damtidning 1992–2016. Hon blev 2017 kunglig krönikör och kunglig expert på Expressen.